# Lay-brother Rock
Der Lay-brother Rock (englisch für Laienbruderfelsen, spanisch Roca Monigote) ist ein Klippenfelsen im Archipel der Südlichen Orkneyinseln. Er ragt 3 km südwestlich der Despair Rocks und 11 km nordwestlich des Route Point vor dem westlichen Ende von Coronation Island aus dem Meer auf.
Kartierung und Benennung erfolgten durch Wissenschaftler der britischen Discovery Investigations im Jahr 1933.